# エゾウイルス
エゾウイルス(Yezo virus)とは、ブニヤウイルス目ナイロウイルス科オルソナイロウイルス属に属するRNAウイルスの一種である。

## 発見
2019年に、マダニに刺された後に発熱などの症状が出たために北海道札幌市にある病院を訪れた患者2人の検体からウイルスを分離、培養し、遺伝子を分析した上で新種のウイルスであることが判明した。こののちに、2014年から2020年までの間に少なくとも7人の感染者が出ていて、抗体検査の結果から、すでに北海道内で拡大していることが示唆されたが、感染による死者は確認されていない。2021年9月20日、学術雑誌『Nature Communications』に掲載された。

## 対策
予防方法としては、他のマダニに刺されないように、山では肌の露出を避けることが挙げられる。